# Tetracanthella proxima
Tetracanthella proxima är en urinsektsart som beskrevs av Steiner 1955. Tetracanthella proxima ingår i släktet Tetracanthella och familjen Isotomidae. Inga underarter finns listade i Catalogue of Life.